# Oreodytes productotruncatus
Oreodytes productotruncatus is een keversoort uit de familie waterroofkevers (Dytiscidae). De wetenschappelijke naam van de soort is voor het eerst geldig gepubliceerd in 1944 door Hatch.